# Houslový koncert (Beethoven)
Houslový koncert D dur op. 61 napsal roku 1806 německý skladatel Ludwig van Beethoven.

## Historie
Beethoven koncert napsal pro svého přítele Franze Clementa, houslistu a dirigenta v Divadle na Vídeňce, který mu dříve poskytl námět na operu Fidelio.
Koncert měl premiéru 23. prosince 1806 v Divadle na Vídeňce při příležitosti uspořádání benefičního koncertu zmiňovanému Franzovi Clementovi. Byla mu také věnována první tištěná verze koncertu (1808).
Beethoven údajně dokončil sólovou část koncertu tak pozdě, že byl Clement nucen hrát ji bez přípravy.
Říká se, že Clement, nespokojený se situací v jaké se ocitl, přerušil koncert po první větě svou vlastní skladbou hranou pouze na jednu strunu s houslemi, jež držel obráceně. Nicméně jiné zdroje říkají, že tak učinil až po skončení koncertu.
Premiéra nebyla úspěšná a v následujících letech se komposici příliš pozornosti nedostalo.
V roce 1844 se jí chopil orchestr Londýnské filharmonické společnosti v čele s dvanáctiletým houslistou Josephem Joachimem. Od té doby je považována za jednu z nejvýznamnějších svého druhu. Koncert D dur op. 61 dnes patří ke koncertům často hraným a nahrávaným.

## Části
Koncert má tři části:

1. Allegro ma non troppo (D dur)
2. Larghetto (G dur)
3. Rondo. Allegro (D dur)

Dílo je, mimo samotných houslí, napsáno pro flétnu, dva hoboje, dva klarinety, dva fagoty, dva lesní rohy, dvě trumpety, tympány a housle.

První část začíná pěti údery na tympány a má trvání přibližně 25 minut. Druhá a třetí část trvá okolo 10 minut. Celý koncert trvá přibližně 45 minut.